# 馬克圖姆·本·拉希德·阿勒馬克圖姆體育場
馬克圖姆·本·拉希德·阿勒馬克圖姆體育場（阿拉伯语：‎）是一座位於阿拉伯聯合大公國杜拜的體育場，命名源自馬克圖姆·本·拉希德·阿勒馬克圖姆。目前為阿聯足球隊艾沙比阿拉比的主場，約可容納18,000人左右。